# پالا جونز
پالا جونز (انگلیسی: Paula Jones؛ زادهٔ ۱۷ سپتامبر ۱۹۶۶) کارمند سابق ایالت آرکانزاس بود که از رئیس‌جمهور ایالات متحده آمریکا بیل کلینتون به دلیل آزار جنسی شکایت کرد. پرونده پالا جونز استیضاح کلینتون در مجلس نمایندگان و سپس مبری کردن او از سوی سنا در ۱۲ فوریه ۱۹۹۹ را تسریع کرد. اتهامات سوگندشکنی و کارشکنی در اجرای قانون علیه کلینتون مطرح شد. نهایتاً دادگاه شکایت پالا جونز به خاطر آزار و اذیت را پیش از انجام محاکمه به این دلیل که جونز در نشان دادن هر گونه صدمه ناکام بوده رد کرد. به هر روی، با این که شکایت رد شد کلینتون خارج از دادگاه در مصالحه‌ای پذیرفت ۸۵۰ هزار دلار به جونز بپردازد.